# Motor elèctric

Animació del funcionament d'un motor de corrent continu amb escombretes.

Un motor elèctric és una màquina que converteix l'energia elèctrica en mecànica. La majoria de motors elèctrics funcionen mitjançant la interacció entre el camp magnètic del motor i el corrent elèctric d'un bobinat, generant energia en forma de parell aplicat a l'eix del motor. Els motors elèctrics poden estar alimentats amb corrent continu (CC), com bateries, o amb corrent altern (CA), com la xarxa elèctrica. Un generador elèctric és mecànicament idèntic a un motor elèctric, però opera amb el flux de corrent invertit, convertint energia mecànica en elèctrica.
Els motors elèctrics es poden classificar segons moltes consideracions com el tipus de corrent d'alimentació, la construcció interna, el moviment de sortida o l'aplicació. És habitual categoritzar-los segons si funcionen amb corrent continu o amb corrent altern, si tenen escombretes o no, el nombre de fases o si són refrigerats per líquid o aire. Els motors de propòsit general, amb dimensions i característiques estàndard, són una convenient font de potència per a ús industrial. Els motors elèctrics més grans es fan servir en sistemes de transport per canonada, centrals hidroelèctriques reversibles o propulsió de vaixells, amb potències que poden arribar als 100 megawatts. També es poden trobar motors elèctrics en trens, cotxes, ventiladors industrials, bufadors, bombes, màquines eina o electrodomèstics. Hi ha motors elèctrics molt petits que es fan servir en rellotges o discs durs.
En algunes aplicacions, com els frens regeneratius en vehicles, els motors elèctrics es poden fer servir com a generadors per recuperar energia que d'altra manera es perdria en forma de calor i fricció.
Els motors elèctrics produeixen força lineal o rotativa destinat a actuar algun mecanisme extern. Generalment estan dissenyats per girar contínuament o per moure's linealment una distància significativa en comparació a la seva mida. Els solenoides dels motors produeixen una força mecànica considerable, però a una distància operativa semblant a la seva mida. En comparació amb els motors de combustió interna els elèctrics són més lleugers, menuts, eficients i són mecànicament més senzills i fàcils de produir. Tot i això, els motors elèctrics no són tant comuns en aplicacions mòbils perquè necessiten bateries elèctriques grans i poc assequibles mentre que els motors de combustió interna només necessiten un relativament petit dipòsit de combustible.

## Història
El monjo benedictí Andreas (Andrew) Gordon va experimentar amb l'electricitat fins a la seva mort el 1751 i va inventar una estrella metàl·lica que gira horitzontalment i gira quan es produeix una descàrrega electroestàtica; la font d'alimentació era una ampolla de Leyden. Com a professor de la Universitat d'Erfurt, les seves publicacions van ser anunciades i difoses entre els erudits, de vegades sense nomenar l'inventor.
El 1820 el físic i filòsof danès Hans Christian Ørsted va descobrir l'efecte magnètic del corrent elèctric, un fenomen fonamental de l'electromagnetisme. Un any després, Michael Faraday va publicar el seu treball sobre "rotació electromagnètica". Va construir un dispositiu en què un conductor elèctric girava al voltant d’un imant fix i, en un contraexperiment, un imant mòbil girava al voltant d’un conductor fix. El 1822 Peter Barlow va desenvolupar la roda de Barlow que porta el seu nom. El científic britànic William Sturgeon va inventar un altre precursor del motor el 1832. Al continent europeu, Ányos Jedlik (1827) i Moritz von Jacobi van treballar en el desenvolupament del motor elèctric de corrent continu. Jacobi va desenvolupar el primer motor elèctric pràctic a Potsdam ja el 1834 i va equipar un vaixell amb una capacitat de dotze persones a Sant Petersburg el 1838 amb el motor de 220 watts que havia desenvolupat, que va ser la primera aplicació pràctica d’un motor elèctric. El ferrer estatunidenc Thomas Davenport també va desenvolupar un motor de commutador a Vermont. El 25 de febrer de 1837 se li va concedir una patent pel seu disseny.
Això significa que cap al 1837/1838 es coneixia la base per a un motor elèctric i es va desenvolupar en forma d'eina adequada per al seu ús. Werner von Siemens va patentar la seva màquina dinamo el 1866. Per primera vegada, va permetre generar energia elèctrica a gran escala. Això va ajudar el motor elèctric a assolir un avanç per a un ús pràctic i generalitzat. A més, també hi va haver alguns desenvolupaments tècnics de diferents tipus de motors elèctrics en aquell moment, però al final no van tenir importància. Entre d'altres, es pot esmentar el motor elèctric de Martin Egger, construït de manera similar a una màquina de vapor, i la "motocicleta elèctrica" de Johann Kravogl.

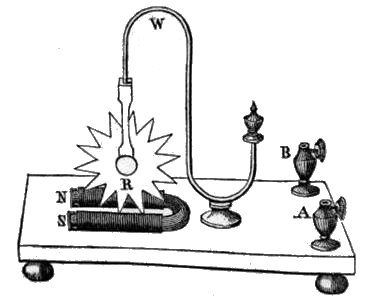
La "roda de Barlow" (1822)
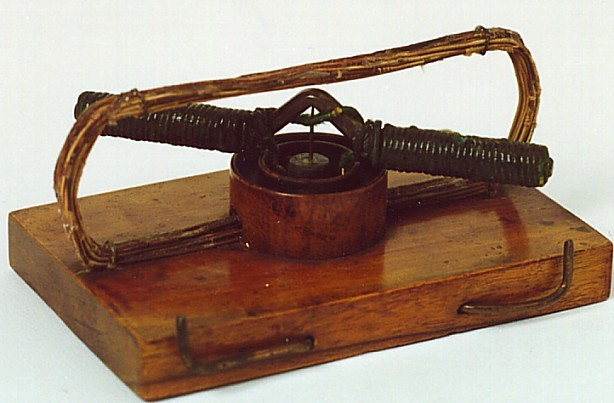
Motor Jedlik (1827)
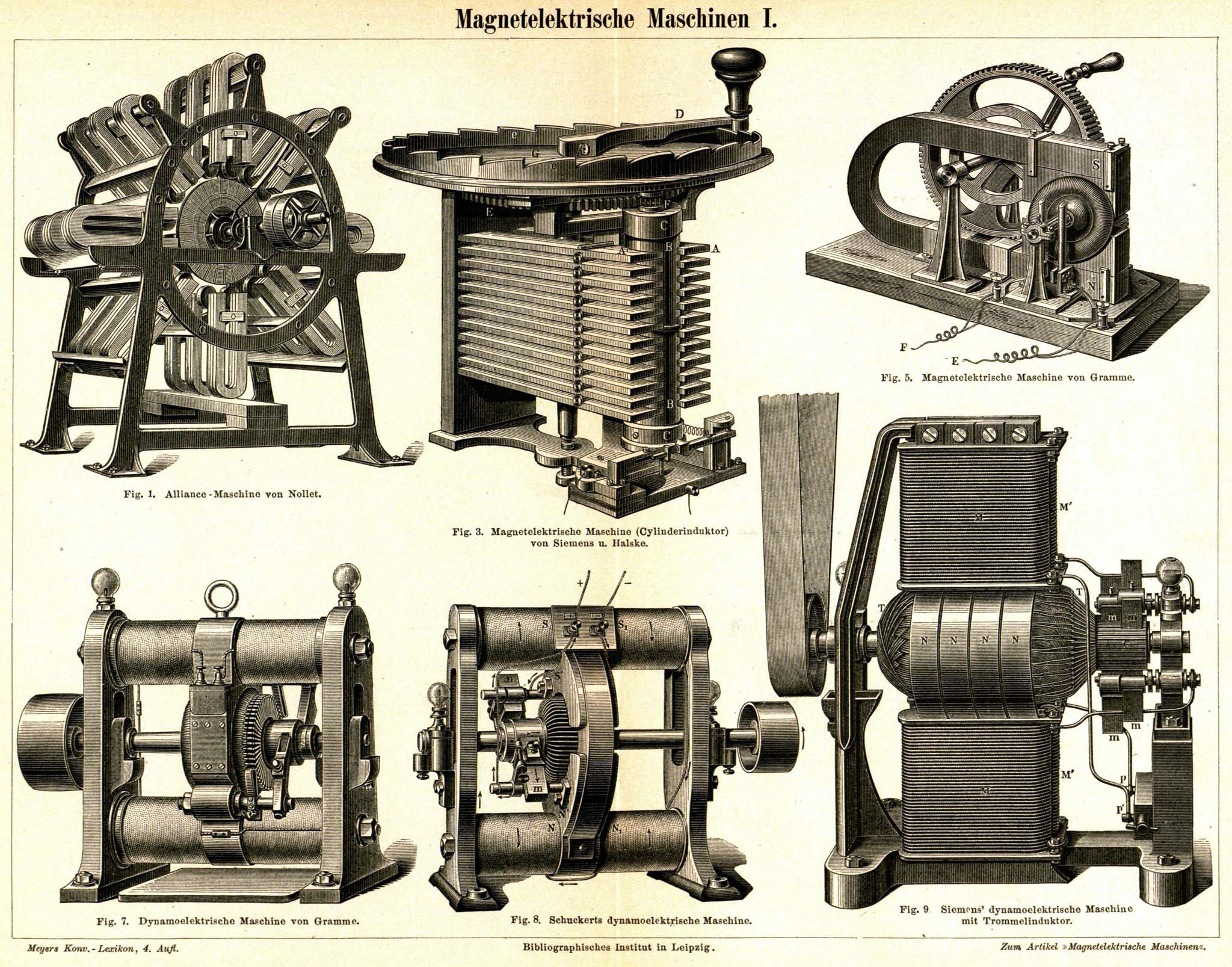
"Màquines elèctriques magnètiques" I cap al 1890
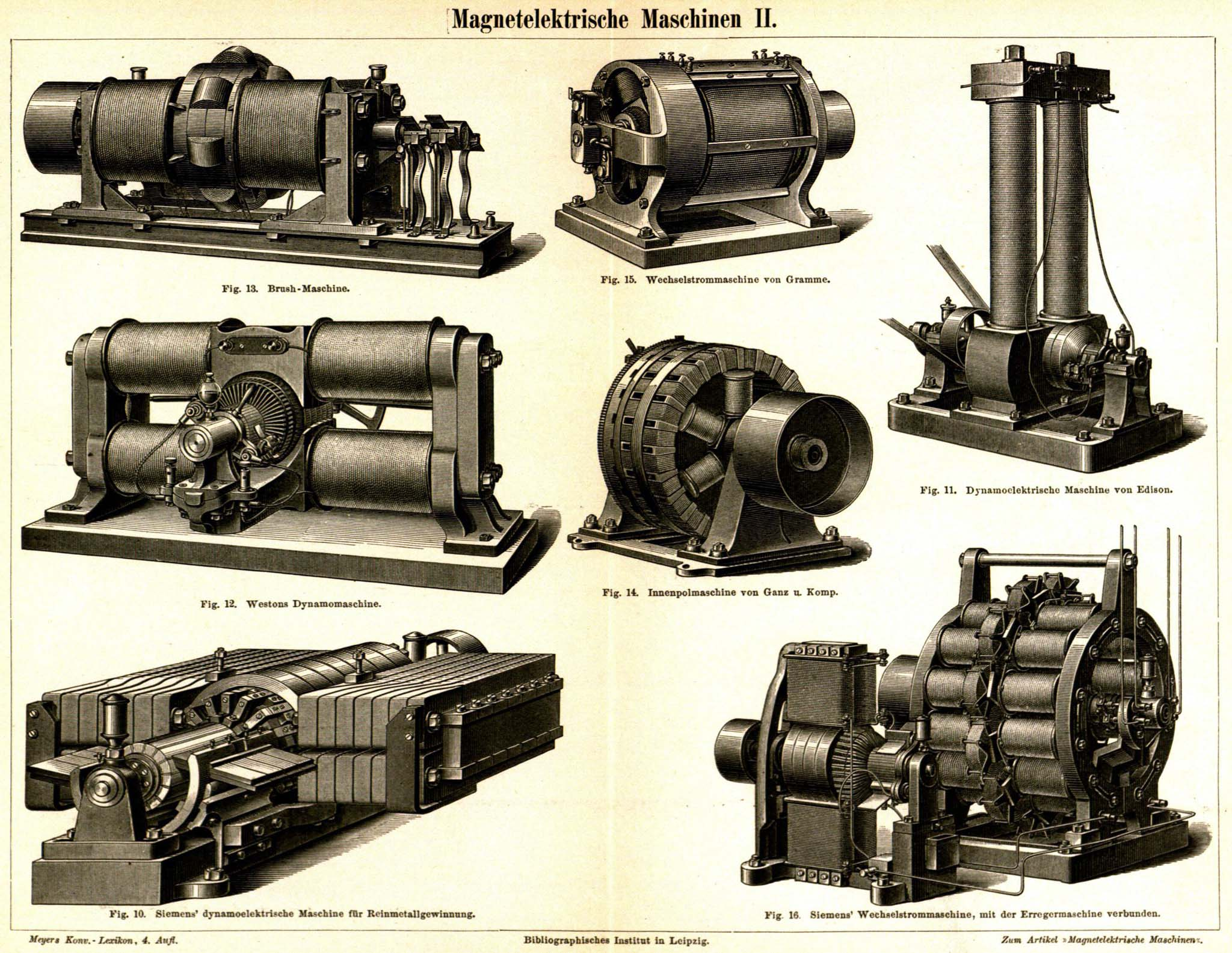
"Màquines elèctriques magnètiques" II cap al 1890

Des de l'any 1880 es van construir xarxes elèctriques i centrals elèctriques a molts països. A Alemanya, per exemple, Emil Rathenau amb la seva Allgemeinen Electricitäts-Gesellschaft i als Estats Units Thomas Alva Edison. Amb el subministrament d'energia elèctrica a gran escala, el motor elèctric es va estendre ràpidament. Juntament amb la indústria química, aquesta electrificació va ser la característica més important de la segona revolució industrial. Els tramvies públics de cavalls van ser substituïts per tramvies elèctrics i ara es feien servir motors elèctrics en lloc de la màquina de vapor per fer funcionar les màquines de treball.

## Tipus
Segons el tipus de corrent amb què s'alimenten, es pot distingir entre :
- Motors de corrent continu (DC en anglès)
  - Inducció permanent o contínua
  - Inducció discontínua
  - Particularment trobem també:
    - Motors Lineals
    - Motors pas-a-pas

- Motors de corrent altern (AC en anglès)
  - Universals
  - Síncrons
  - Asíncrons

## Funcionament

### Motor de corrent continu amb inducció permanent

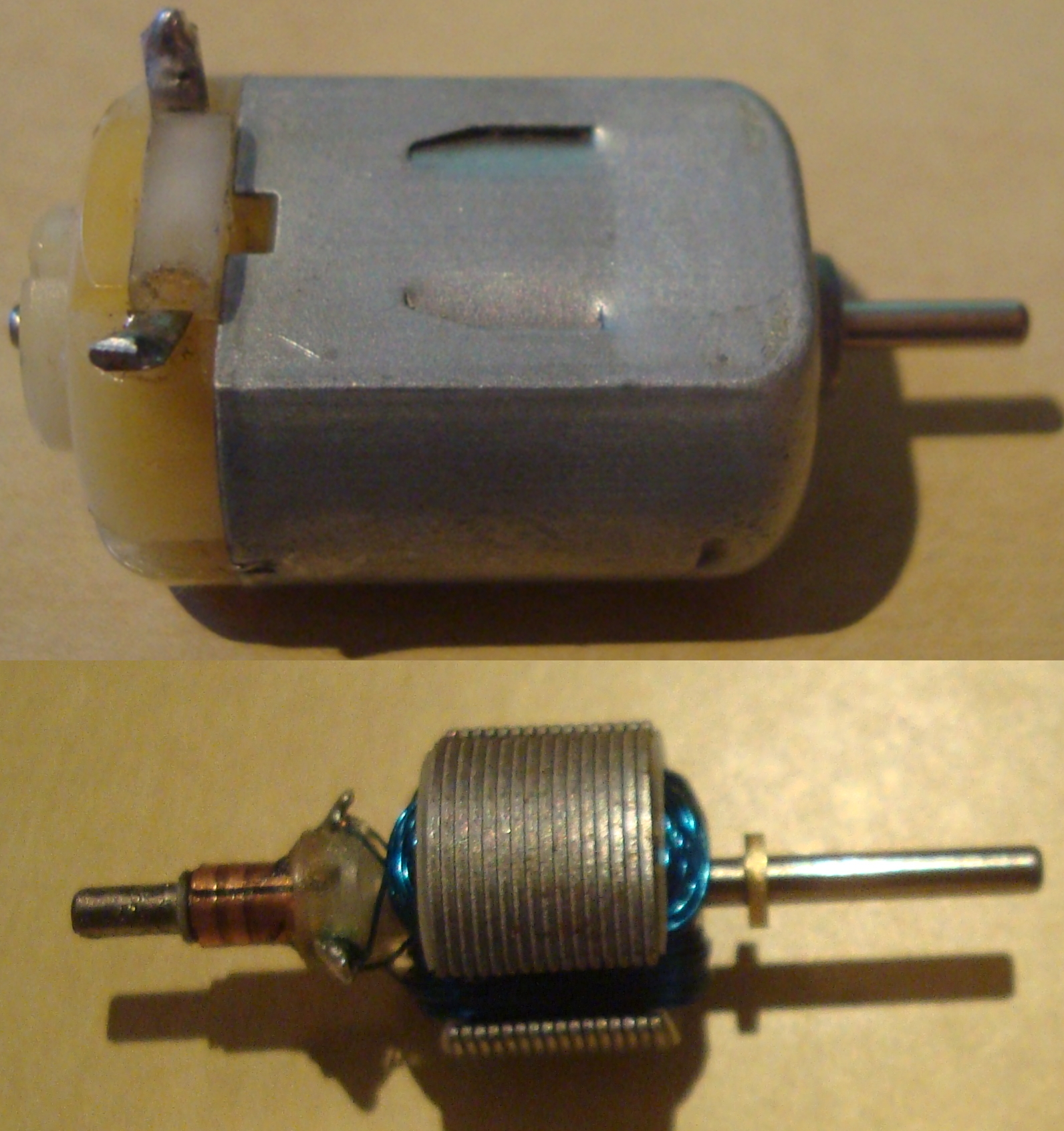
Petit motor de corrent continu i rotor

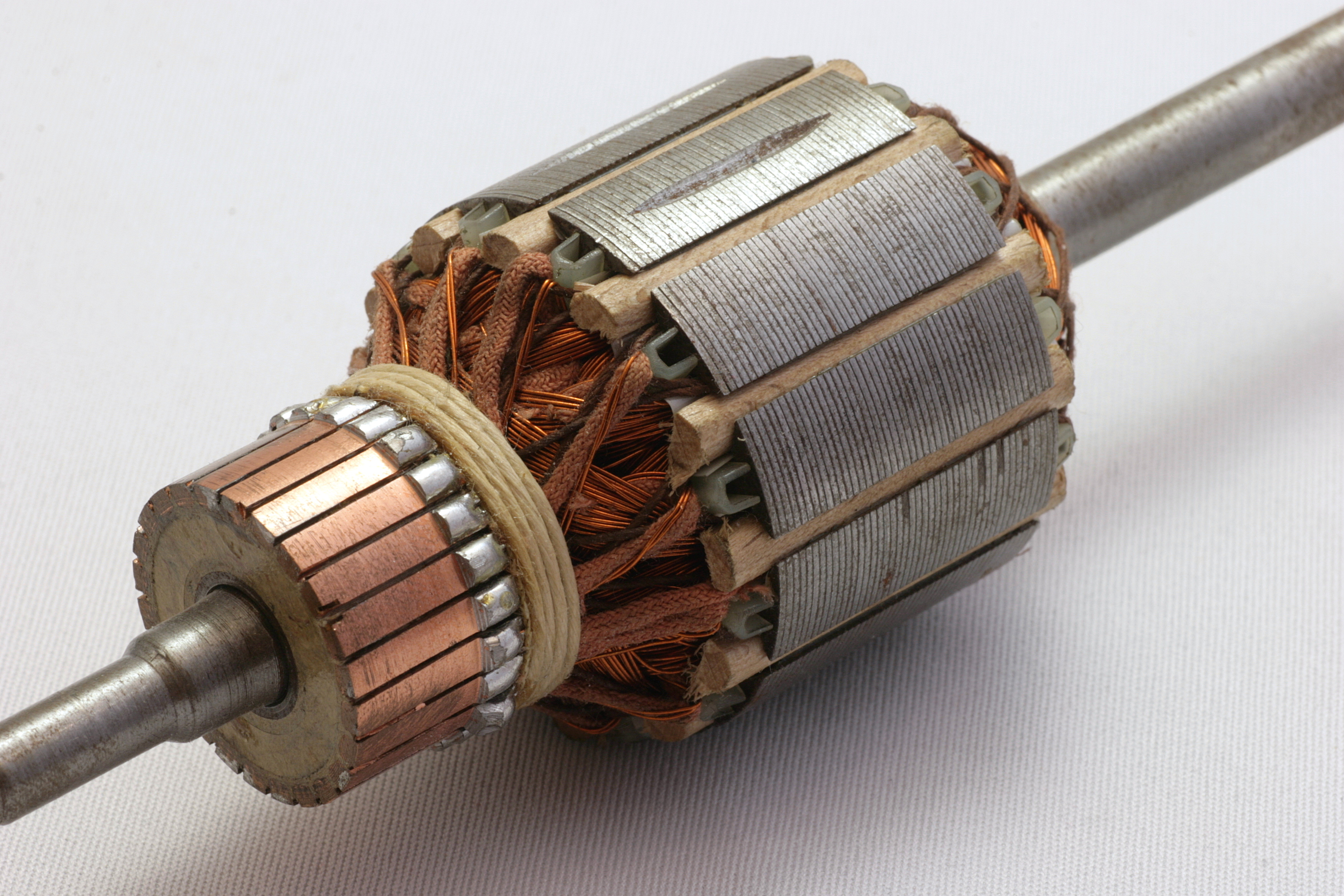
Vista d'un rotor on s'aprecien les delgues del col·lector

El motor de corrent continu és el motor més senzill. Comencem per l'exterior, on hi ha la carcassa o càrter, que té un sistema de fixació a la bancada o xassís, en la qual hi ha un conjunt anomenat estator o inductor, format per un suport de xapes, i uns imants o electroimants. Més endins hi ha el rotor, que està format per un nucli de xapes damunt d'un eix que ho suporta tot envoltat per una sèrie de bobinats que estan connectats a les delgues del col·lector, que és per on reben el corrent elèctric; tot això és suportat pels coixinets en els extrems del càrter. A un costat de l'eix hi ha la politja, corona dentada o acoblament, que transmeten l'energia mecànica per ser aprofitada. Quan es fa arribar corrent a través de les escombretes al col·lector, es fa passar un corrent elèctric pels conductors de les bobines, que per la regla de la mà esquerra (recordar que estan submergits en el camp de l'estator), crea una força lateral, i la suma de totes elles ens dona el parell que fa girar el conjunt rotor o motor. Per mitjà del col·lector, es va donant corrent a les bobines adients perquè aquest parell sigui el més fort possible. Són els motors que hi ha en aparells que són moguts per piles o bateries.

### Motor de corrent continu amb inducció variable
És el mateix que el motor amb inducció permanent, però en aquest cas el que produeix el camp són unes bobines que treballen com un electroimant, i estan connectades al rotor en sèrie o paral·lel. Aquest motor també treballa amb corrent altern monofàsic. L'exemple més comú són els motors dels electrodomèstics d'ús normal.

### Motor de corrent altern asíncron

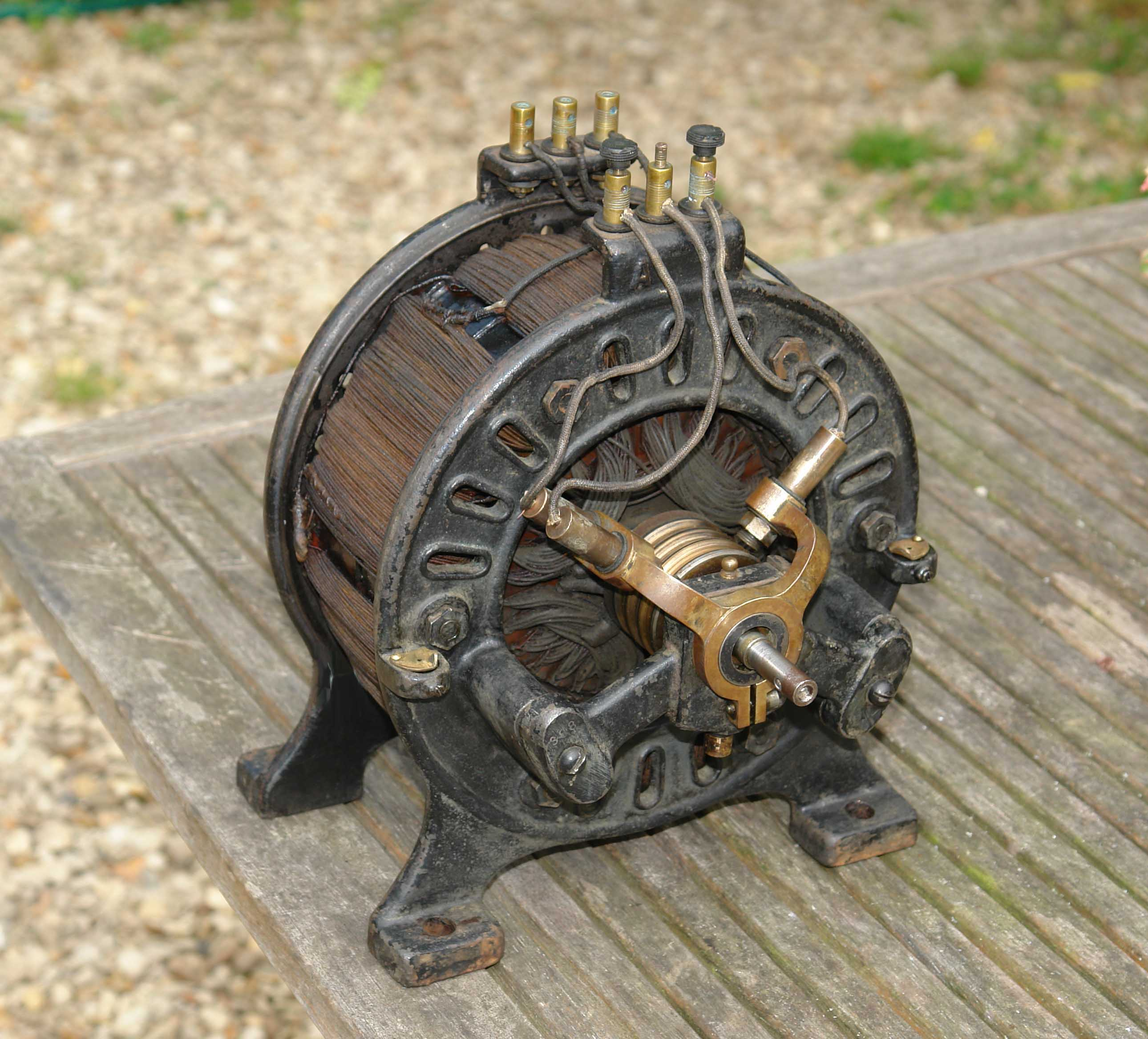
Antic motor trifàsic asíncrona on s'aprecia els anells del col·lector i el bobinat en anell del estator

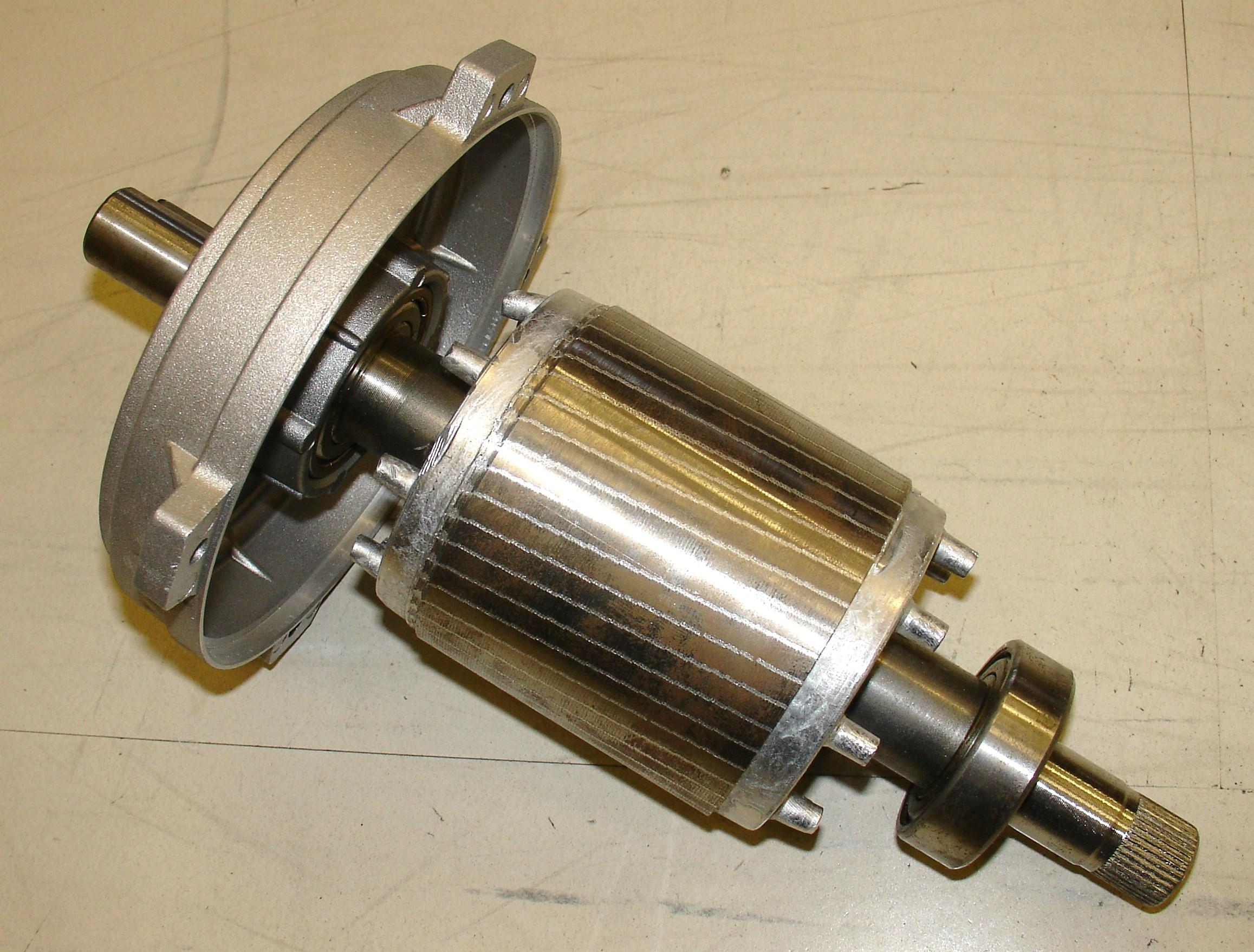
Rotor d'un motor amb gàbia d'esquirol (una tapa del càrter encara està unida)

Esquema connexió triangle estrella, on les N representen les connexions de les fases

A l'estator hi ha tres grups de bobinats, que es corresponen amb les tres fases del corrent altern comercial, i el rotor en comptes del col·lector, porta tres anells, que estan connectats als bobinats del rotor, funciona pel mateix principi, encara que degut al desplaçament entre fases, es produeix un camp rotatori, que en certa manera arrossega el rotor.
Un cas particular o construcció molt utilitzada és la gàbia d'esquirol, ja que és un motor molt senzill, en què les delgues i bobinats del rotor, són substituïts per unes varetes amb uns anells als extrems ajuntant les varetes, d'aquí el seu nom.
En els motors asíncrons es poden connectar els bobinats de dues maneres: En estrella, quan un extrem de les bobines és comú i l'altre va connectat a cada una de les fases. L'altre és en triangle, quan els extrems de les bobines, van connectades entre si i a una fase. L'intercanvi de dues fases, provoca la inversió del sentit de gir.
És el motor més comunament emprat en la indústria, amb el sistema d'arrancada estrella triangle.

### Motor de corrent altern síncron
Els motors síncrons es diuen així perquè la velocitat de gir, està relacionada amb la freqüència del corrent d'alimentació, això és a causa del fet que el rotor és alimentat amb corrent continu, i és arrossegat pel camp giratori que produeix les bobines de l'estator. Normalment porten una dinamo acoblada en el mateix eix motor per alimentar el rotor. Com que varia la velocitat amb la freqüència i que permet fixar el parell motor amb un mínim consum, per mitjà de ser acoblats a un oscil·lador es pot variar molt fàcilment la seva velocitat i, per tant, s'utilitza en sistemes de tracció (AVE-TGV).

### Motors pas a pas

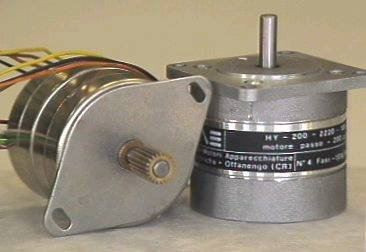
Motors pas a pas

Està alimentat amb corrent continu, i el rotor conté una sèrie d'imants permanents, que són arrossegats per les bobines de l'estator, que són governades per una electrònica de potència, determinant l'angle de gir, els que tenen comandament proporcional, són extremadament precisos en l'angle de gir, o posició. Aquests motors es fan servir molt en els servos de moviment de les màquines de control numèric, o en els motors de lectura/escriptura dels discos durs d'ordinador.

### Motor lineal

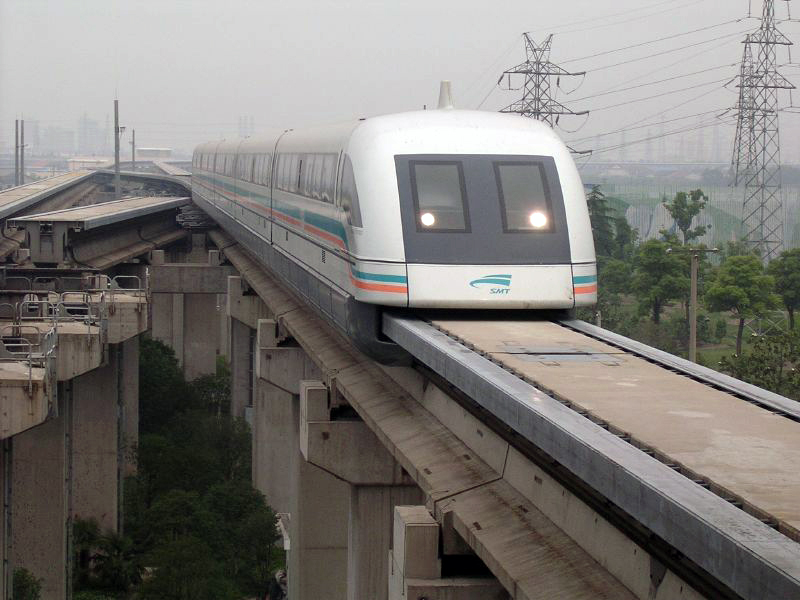
Tren Maglev

De manera bàsica és un motor asíncron que s'ha desenrotllat, de manera que en comptes de crear un parell giratori, crea un desplaçament lineal, pel desplaçament de les fases. Aquests motors es divideixen en dos grans grups:
- Els d'acceleració lenta que s'utilitzen en transport Sky Train, Maglev, etc.
- D'acceleració ràpida utilitzats en armes com el canó magnètic i ginys espacials.

Dins la mateixa categoria hi ha les bombes electromagnètiques d'inducció que permeten circular a fluids conductors. Les primeres proves es feren amb mercuri, després amb una barreja de sodi i potassi, en vistes de la circulació de sodi per la refrigeració en algunes centrals nuclears.

## Usos

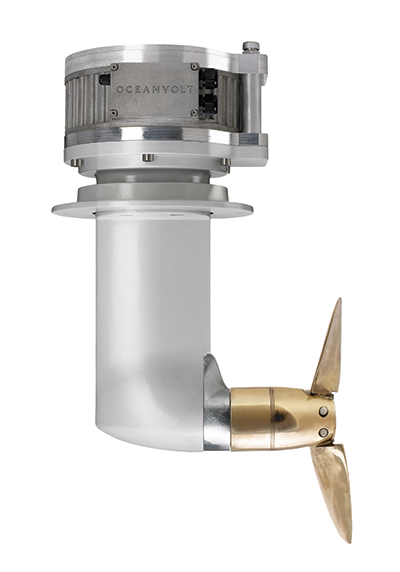
Oceanvolt, motor elèctric marí.

Els motors elèctrics s'utilitzen en la gran majoria de les màquines modernes. La seva reduïda grandària permet introduir motors potents en màquines de petita grandària, per exemple trepants o batedores. El seu elevat parell motor i alta eficiència ho converteixen en el motor ideal per a la tracció de transports pesats com trenés; així com la propulsió de vaixells, submarins i dúmpers de mineria, a través del sistema dièsel-elèctric.

### Canvi de sentit de gir
Per efectuar el canvi de sentit de gir dels motors elèctrics de corrent altern se segueixen uns simples passos tals com:
- Per a motors monofàsics únicament és necessari invertir les terminals del debanament d'arrencada, això es pot realitzar manualment o amb relés commutadors
- Per a motors trifàsics únicament és necessari invertir dos de les connexions d'alimentació corresponents a dues fases d'acord a la seqüència de trifases.

#### De corrent continu
Per a motors de corrent continu és necessari invertir els contactes del parell d'arrencada.

## Regulació de velocitat
Síncrons trifàsics existeixen dues formes de poder variar la velocitat, una és variant la freqüència mitjançant un equip electrònic especial i l'altra és variant la polaritat gràcies al disseny del motor. Això últim és possible en els motors de debanament separat o els motors de connexió Hilandera, però només és possible tenir un canvi de polaritat limitat, per exemple, de dos i quatre pols.